# Pablo Carrera
Pablo Carrera (Bilbao, 2 de agosto de 1986) es un tirador y policía español.

## Biografía
Miembro de Equipo Nacional desde 2006. Formó parte del equipo español en la 16.ª edición de los Juegos Mediterráneos, celebrados en Pescara (Italia), donde obtuvo la medalla de oro en las pruebas de Pistola Aire 10 metros y Pistola Libre 50 metros, batiendo dos récords de los Juegos, en esta última modalidad y un récord de España en Pistola Aire. En su siguiente edición en Mersin (Turquía), logró revalidar su título en Pistola Aire 10 metros, obteniendo el Bronce en Pistola Libre 50 metros.
Sexto puesto en pistola Libre en el Campeonato Europeo de Tiro de 2009 en Croacia. Un año después acudió al Campeonato del Mundo de Tiro celebrado en Múnich (Alemania) y ganó la medalla de bronce, junto con Pablo García y Miguel Giménez, en la categoría por equipos de Pistola Libre 50 Metros.
En 2012 ganó el Campeonato Europeo de Tiro en Pistola Aire 10 metros en Vierumaki (Finlandia), convirtiéndose en el primer español en ganar este título esa modalidad. En 2013 logró el Bronce en la misma competición disputada en Odense (Dinamarca) y en 2016 consiguió la plata en Győr (Hungría).
En los Juegos Olímpicos de Londres 2012 en su primera participación y en su primera competición, alcanzó la cuarta posición de la fase de clasificación de la prueba de Pistola Aire 10 metros y obtuvo un diploma olímpico al quedar sexto en la final, siendo el mejor resultado y puesto internacional de un español en JJ. OO. en esta modalidad.
Posee los cinco últimos títulos nacionales en la modalidad de Pistola Aire 10 metros (2009, 2010, 2011, 2012 y 2013) y el récord de España de la modalidad en clasificación 586 puntos, así como el récord con final 687,8 puntos.
Posee los tres últimos títulos nacionales en la modalidad de Pistola Libre 50 metros(2010, 2011 y 2012).
Campeón de la Copa de SS.MM. el Rey y la Reina de España en Pistola Aire 10 metros (2008, 2011, 2012 y 2013).
Campeón de la Copa de SS.MM. el Rey y la Reina de España en Pistola Libre 50 metros (2008, 2009, 2011, 2012 y 2013).
Marca personal en Pistola Aire 10 metros en competición 589 puntos en el Open Benéfico Síndrome de Down de la ciudad de Zamora 2013.
Marca personal en Pistola Libre 50 metros en competición 575 puntos en la Eliminatoria de la Copa del Mundo de Granada 2013.